# Anna Härtl
Anna Härtl (* 27. Dezember 1995) ist eine deutsche Ruderin.

## Karriere
2018 trat sie zusammen mit Alyssa Meyer im Zweier ohne Steuerfrau beim Ruder-Weltcup in Linz-Ottensheim an, wo die beiden den 12. Platz belegten. 2019 startete sie im Achter bei den Weltmeisterschaften, mit dem sie auf den zehnten Platz fuhr. Bei den Europameisterschaften 2020 konnte sie im Achter die Silbermedaille gewinnen, hinter den Rumäninnen.

## Internationale Erfolge
- 2019: 10. Platz Weltmeisterschaften im Achter
- 2020: Silbermedaille Europameisterschaften im Achter